# Lucía Gil
Lucía Gil Santiago (/lu´θia ɣil/; nascida em 29 de maio de 1998) é uma cantora e atriz espanhola, mais conhecida por vencer a primeira edição do concurso My Camp Rock do Disney Channel Espanha em 2009. Ela também estrelou em várias séries de TV, incluindo Gran Reserva e La Gira.

## Filmografia
| Televisão | Televisão    | Televisão     | Televisão                                       |
| Ano       | Título       | Papel         | Notas                                           |
| --------- | ------------ | ------------- | ----------------------------------------------- |
| 2009      | My Camp Rock | Participante  | Ganhadora                                       |
| 2010      | Gran Reserva | Claudia       | Primeira temporada                              |
| 2011–2013 | La Gira      | Laura         | Série original do Disney Channel Espanha        |
| 2011      | Pizzicato    | Apresentadora | Programa musical do TVE                         |
| 2012–2015 | Violetta     | Helena (Lena) | Série original do Disney Channel América Latina |

## Discografia

### Álbuns de estúdio
| Álbum | Posição mais alta | Posição mais alta |
| Álbum | ESP               |                   |
| --- | ----------------- | ----------------- |
| Más allá del país de las princesas - Primeiro álbum solo de estúdio - Lançado: 25 de novembro de 2013 - Gravadora: Lugilator Records / Boa Music - Formato(s): CD, download digital | 45                |                   |

## Prêmios e indicações
| Ano  | Recipiente | Categoria                                                        | Resultado |
| ---- | ---------- | ---------------------------------------------------------------- | --------- |
| 2014 | Lucía Gil  | Premios TeenWeekly 2014 — Melhor Cantora                         | Indicado  |
| 2014 | Lucía Gil  | Neox Fan Awards 2014(es) — O selfie mais bonito                  | Finalista |
| 2014 | Lucía Gil  | Premios Star TV 2014 — Melhor Artista Juvenil                    | Venceu    |
| 2016 | Lucía Gil  | Melty Future Awards 2016 — Cool Is Everywhere                    | Indicado  |
| 2016 | Lucía Gil  | Nickelodeon Kids' Choice Awards 2016 — Artista Espanhol Favorito | Venceu    |